# Passiflora
Passiflora L. è un genere di piante della famiglia Passifloraceae che comprende circa 550  specie di piante erbacee e legnose, perenni ed annuali originarie dell'America centro-meridionale, con alcune specie provenienti dal Nord America, Australia e Asia. Possono essere arbusti dal portamento rampicante e lianoso, arbusti e alberelli, alti fino a 5–6 m. 
Comprendono molte specie con valore ornamentale e anche piante coltivate a scopo alimentare come i frutti della passione (P. edulis), che vengono spesso usati per la preparazione di succhi di frutta (maracuja).

## Etimologia
Il nome del genere, che significa "fiore della passione" (dal latino passio = passione e flos = fiore), fu coniato dai missionari Gesuiti agli inizi del '600 e adottato da Linneo nel 1753.
Fa riferimento alla somiglianza di alcune parti del fiore con i simboli religiosi della passione di Gesù: i viticci furono accostati alla frusta con cui venne flagellato, i tre stili ai chiodi, gli stami al martello, la raggiera corollina alla corona di spine.

## Descrizione
Le radici sono generalmente fascicolate, in alcuni casi carnose, a volte con produzione di polloni radicali; alcune specie come Passiflora tuberosa hanno radici tuberose.
Il fusto abbondantemente ramificato, è sottile, talvolta cavo, a sezione rotonda, quadrata, triangolare o poligonale, solitamente di colore verde nei giovani esemplari, ricoperto da corteccia nei soggetti vetusti.

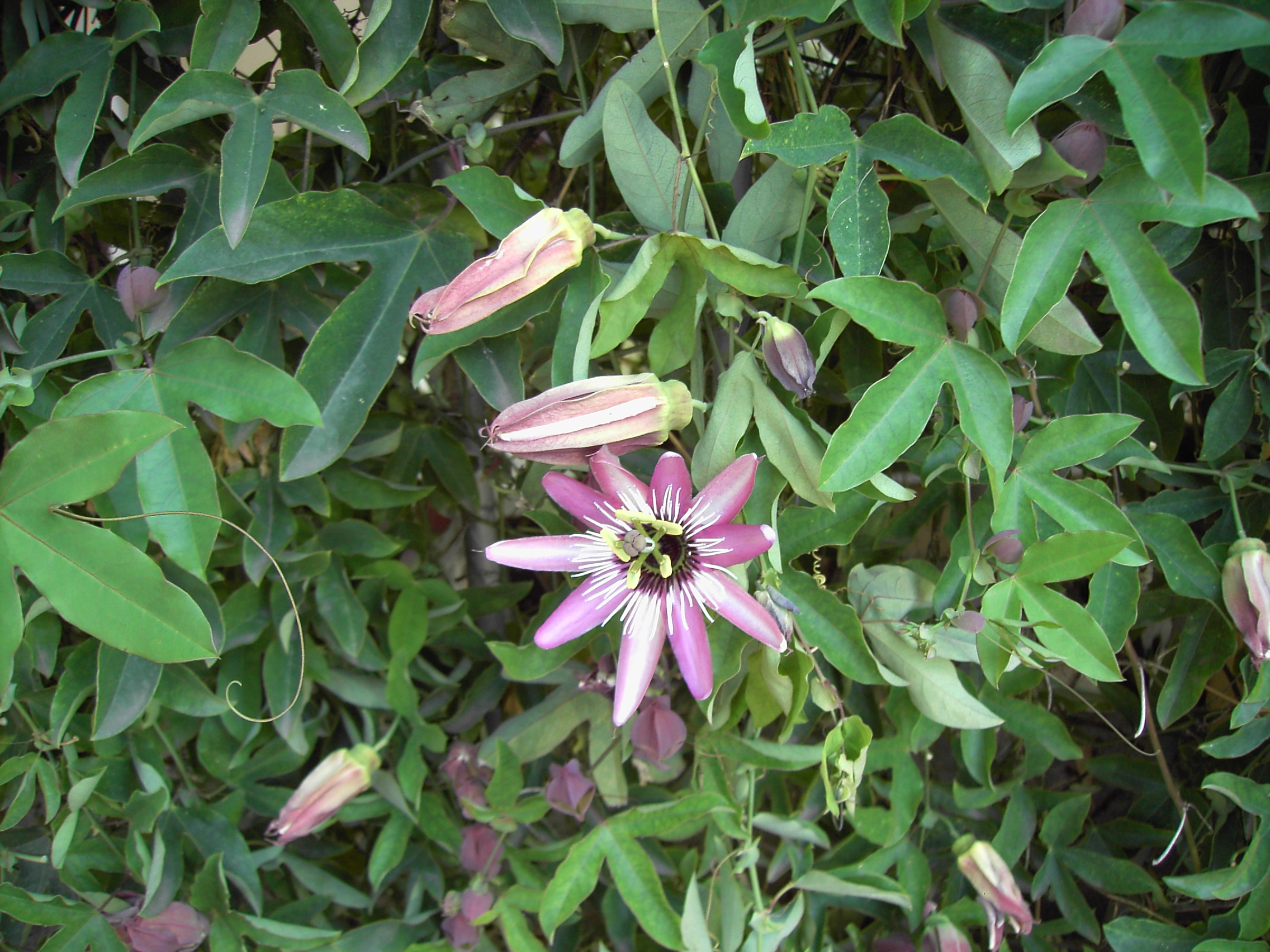
Passiflora × violacea (ibrido tra P. caerulea e P. racemosa)

Le foglie sono alterne, di forma, consistenza, dimensioni ed aspetto variabili, con specie a foglie semplici lanceolate, bilobate o palmate con 3-9 lobi, con dimensioni di pochi millimetri come la P. gracillima fino a dimensioni di diversi decimetri come la P. gigantifolia. Nelle specie rampicanti all'ascella delle foglie ci sono gli organi di ancoraggio, a forma di viticci o più raramente appendici ramificate dotate di ventose, come nella P. discophora e nella  P. gracillima, o in alcuni casi delle formazioni spinose.
I fiori sono normalmente ermafroditi, ascellari e solitari, raramente riuniti a coppie come nella P. biflora, o riuniti in racemi come si può osservare nella P. racemosa; le dimensioni sono molto variabili in dipendenza della specie, potendo arrivare al diametro di 12–15 cm della P. quadrangularis.
Generalmente hanno tre brattee di varia forma, a volte colorate e dotate di ghiandole nettarifere, il calice più o meno allungato, con 5 sepali, 5 petali a volte assenti; è normalmente presente una corona di filamenti di forma e colore variabile, con 5 filamenti che portano le antere e 3 stili recanti gli stigmi, a volte profumati o con odore sgradevole.
I frutti sono generalmente bacche ovoidali o allungate, ricoperte da un leggero tegumento che, a maturazione, si colora di giallo, viola, blu o nero, a volte con striature gialle o verdi, a volte è una capsula deiscente a maturazione, di varie dimensioni; all'interno del frutto si trova una polpa gelatinosa (arillo) che contiene piccoli semi di forma appiattita, cuoriformi, di colore scuro, coriacei e rugosi.

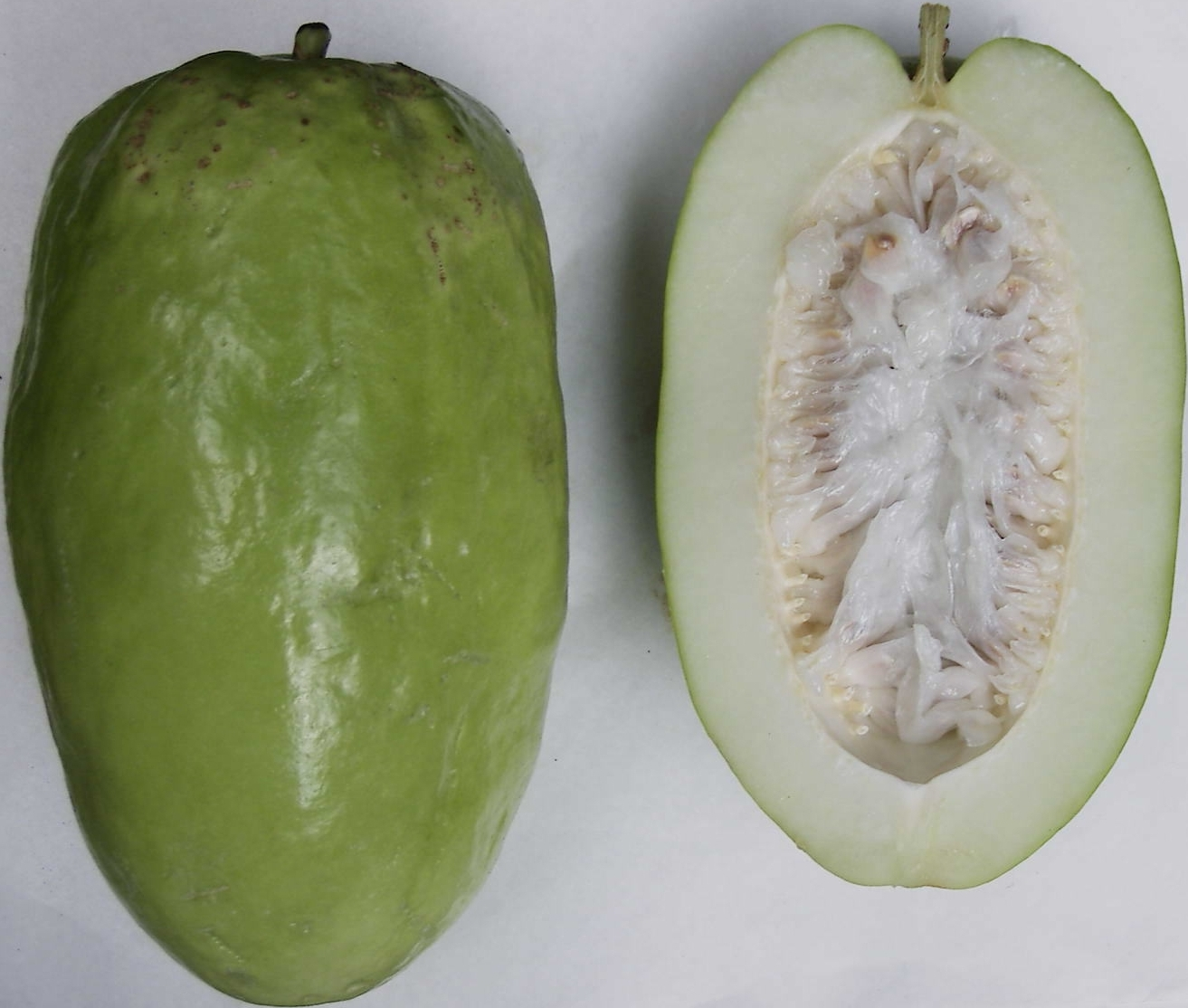
Frutti di P. quadrangularis
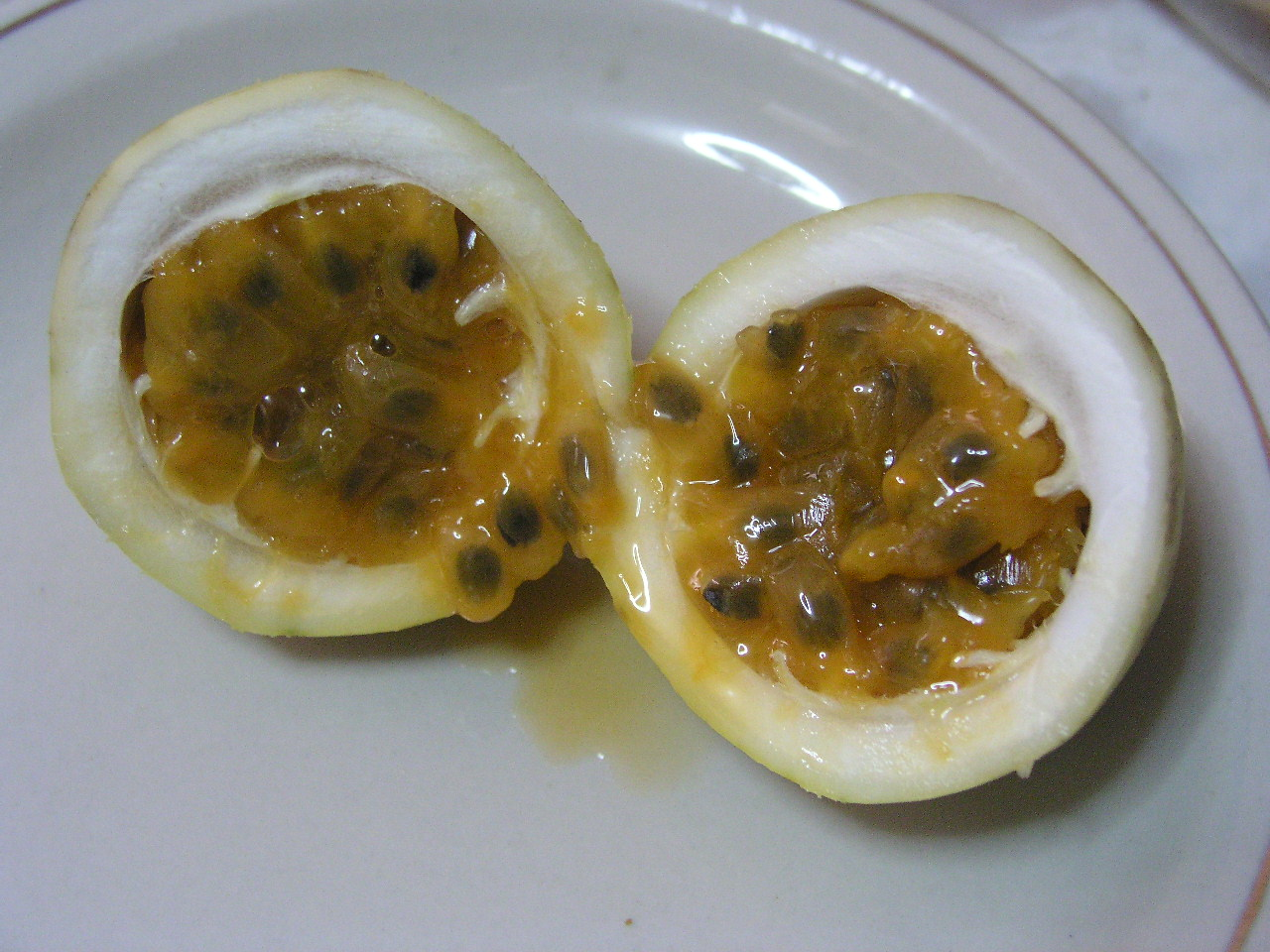
P. edulis var. flavicarpa (Maracuya)
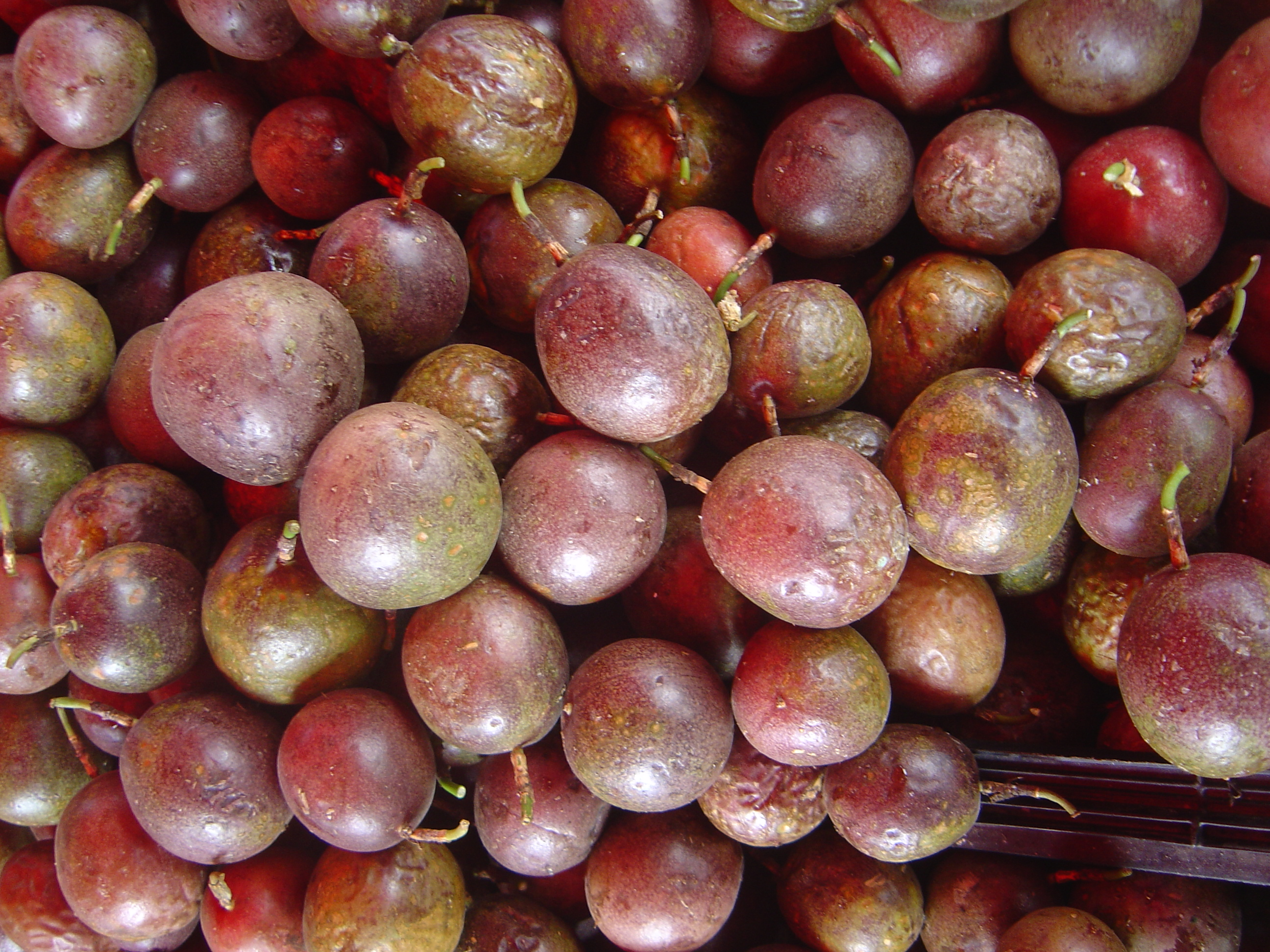
Frutti di P. edulis
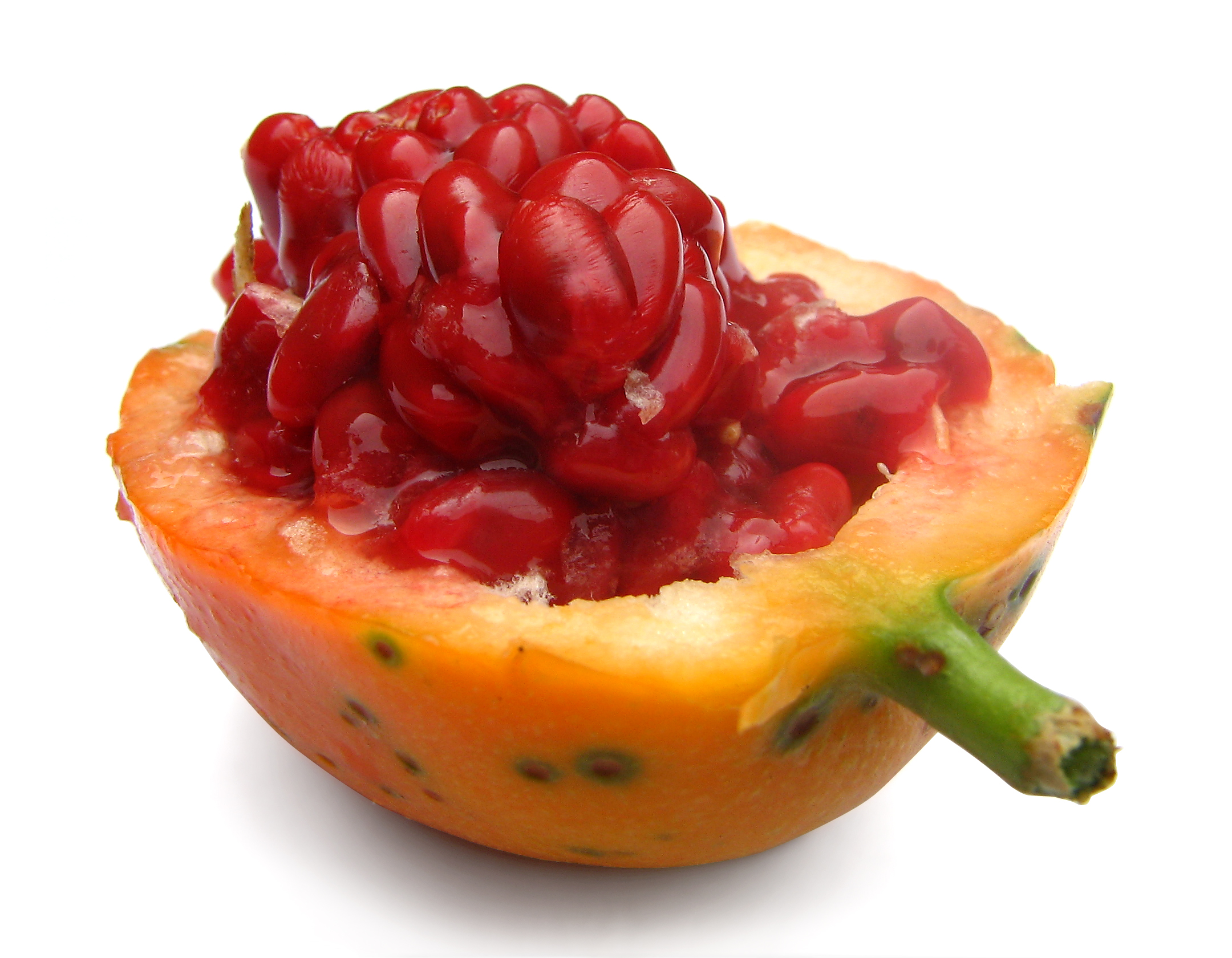
Frutto di P. caerulea

## Tassonomia
Il genere comprende oltre 570 specie

### Alcune specie

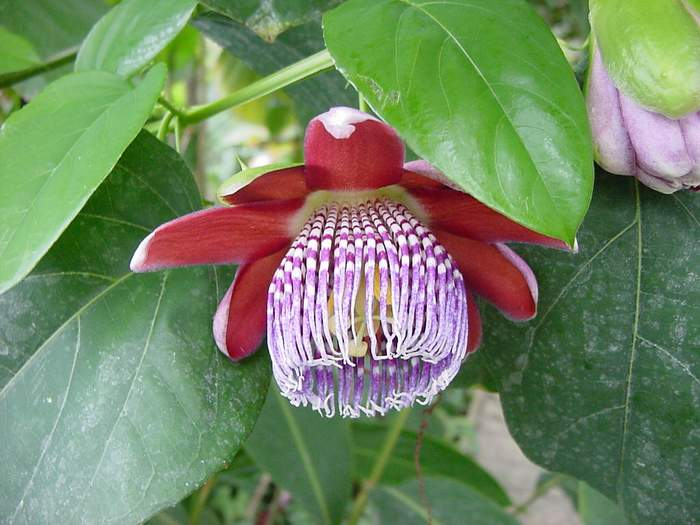
Passiflora alata
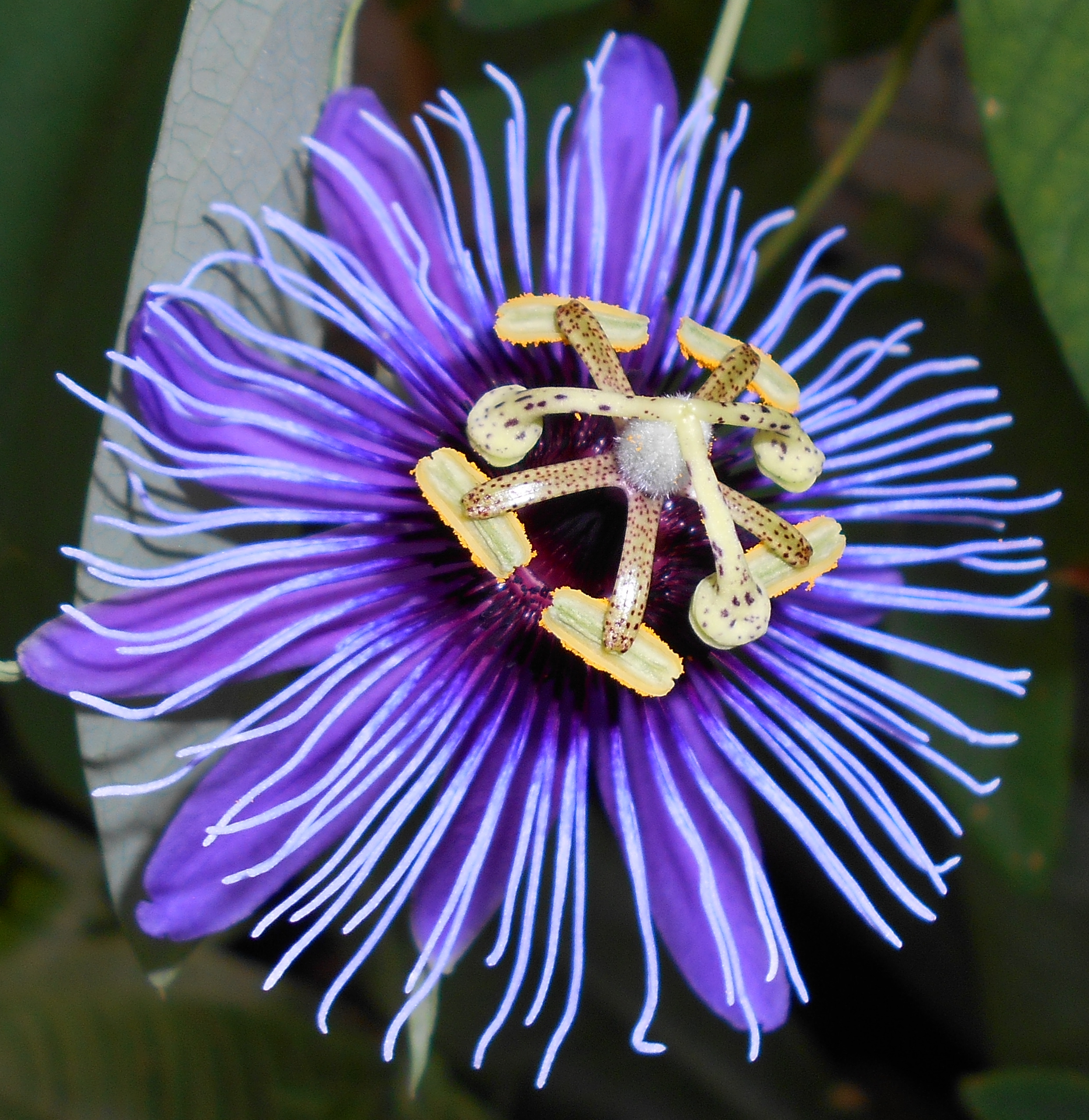
Passiflora amethystina
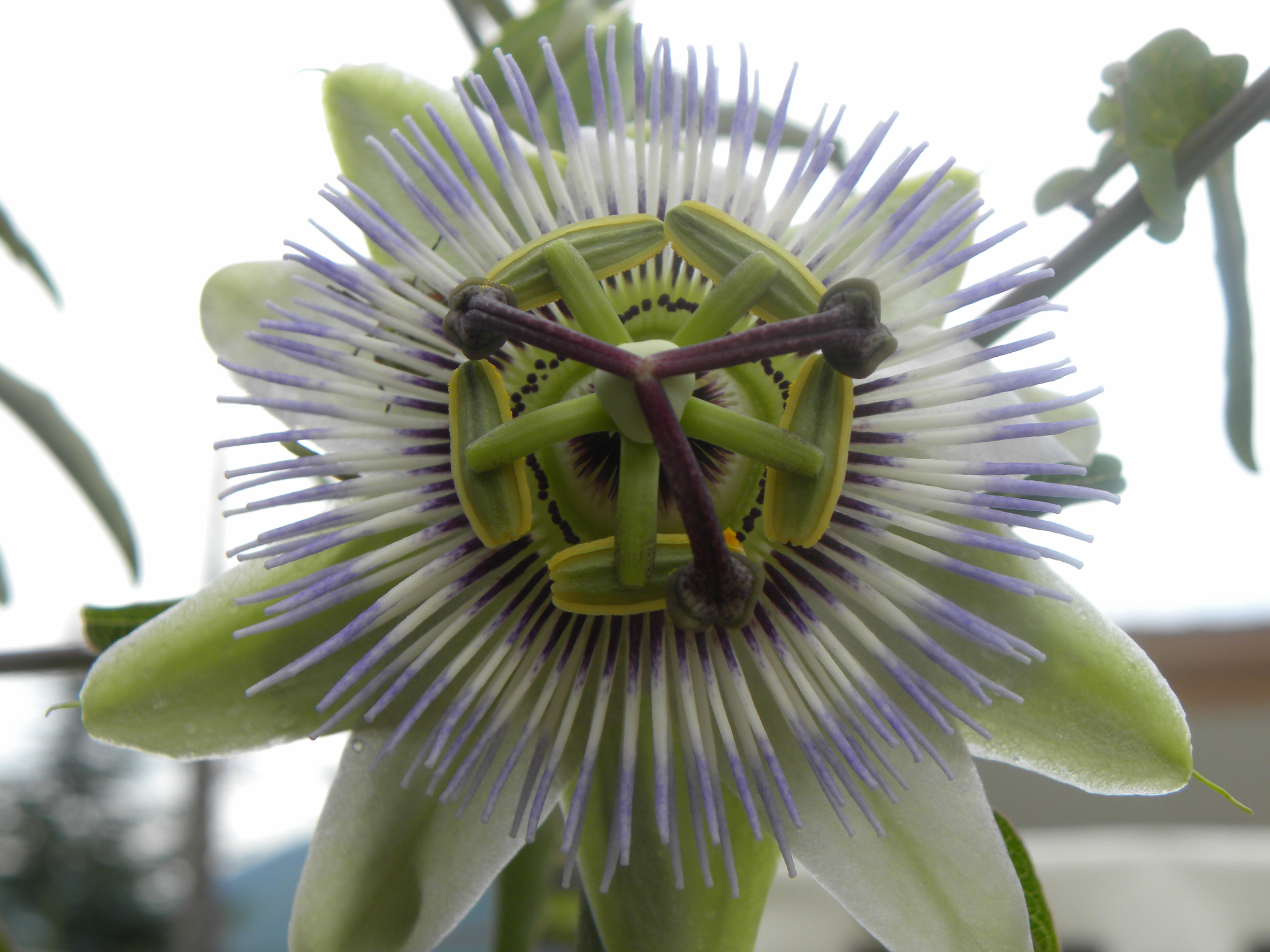
Passiflora caerulea
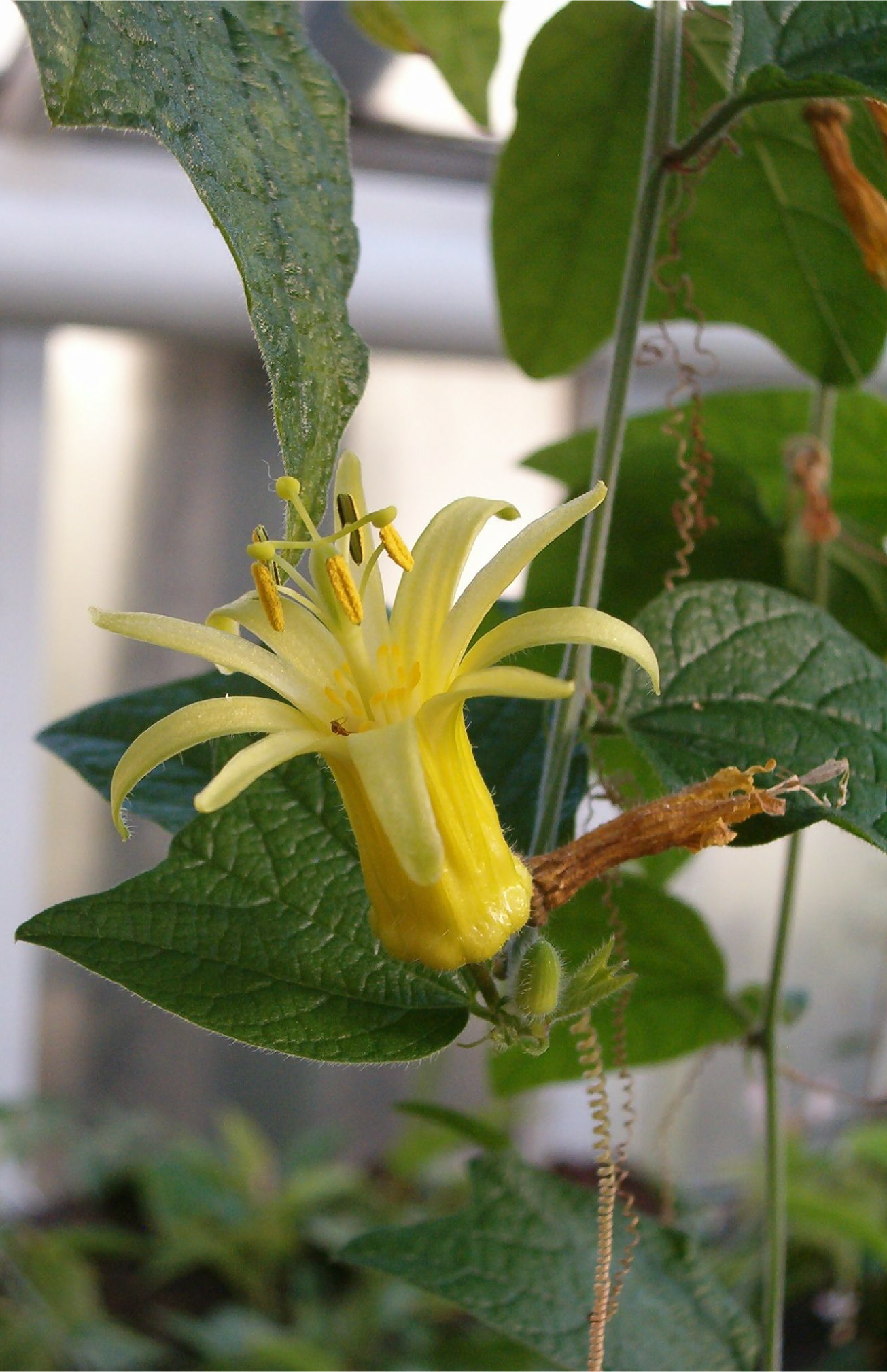
Passiflora citrina
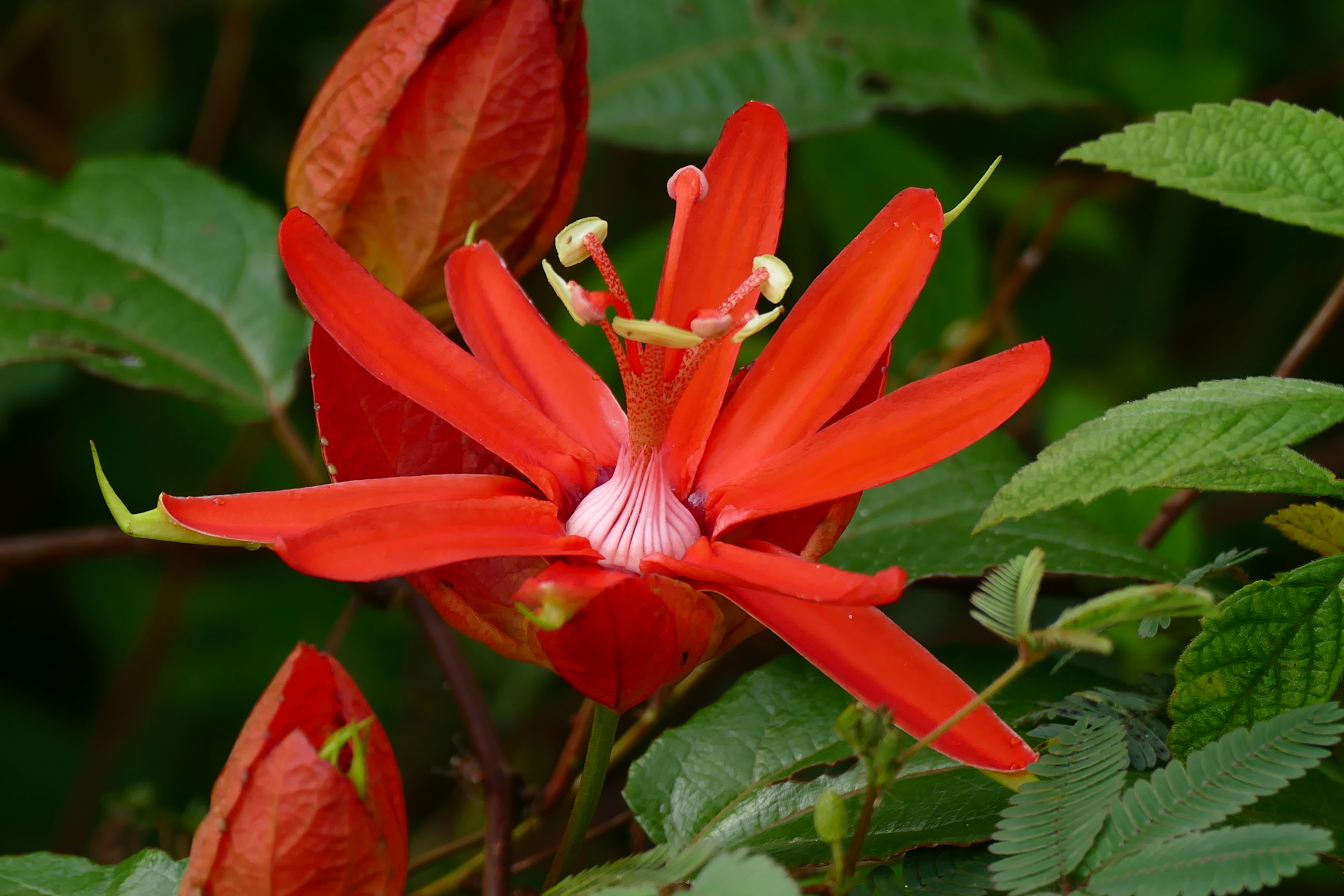
Passiflora coccinea
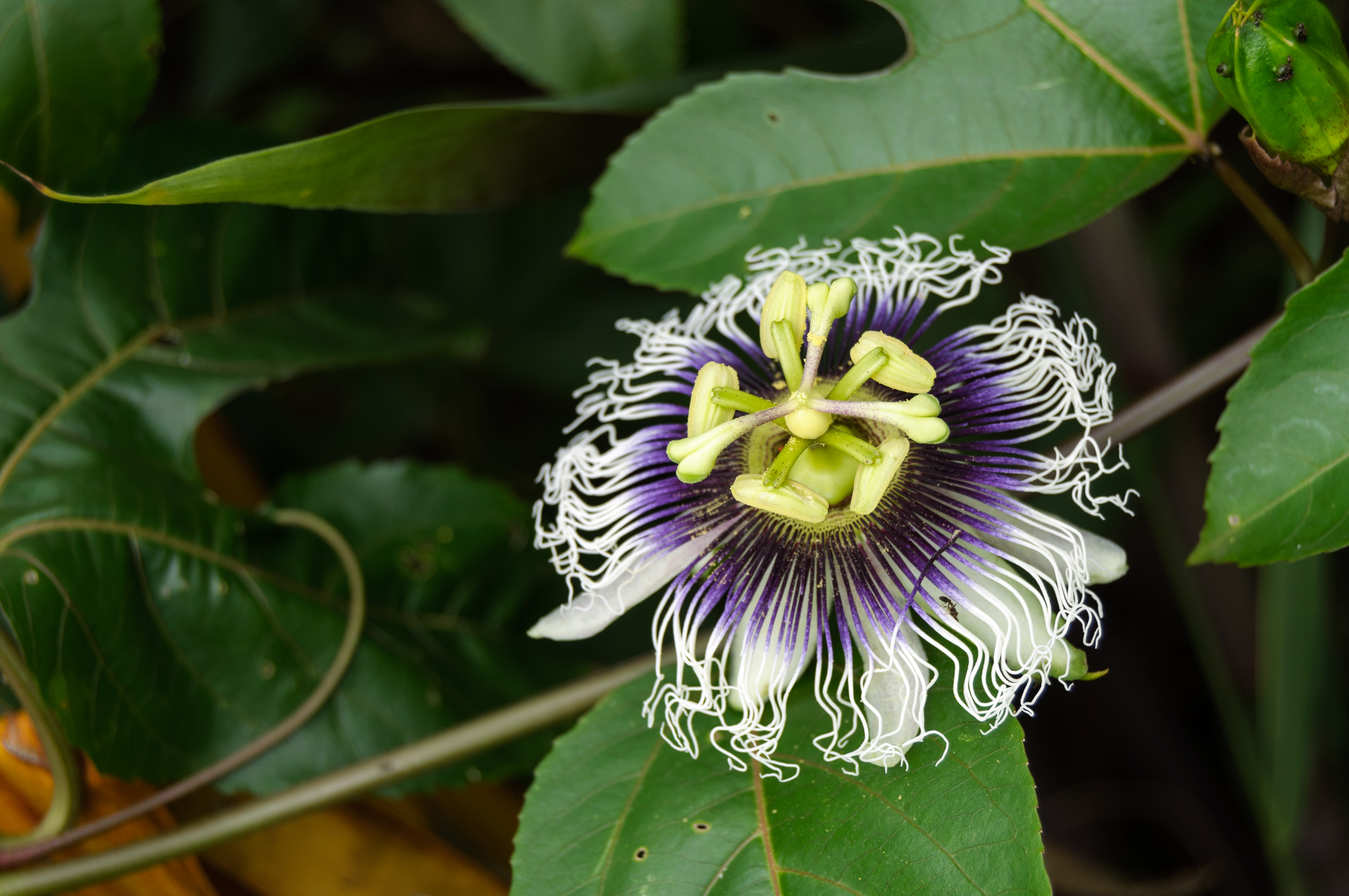
Passiflora edulis
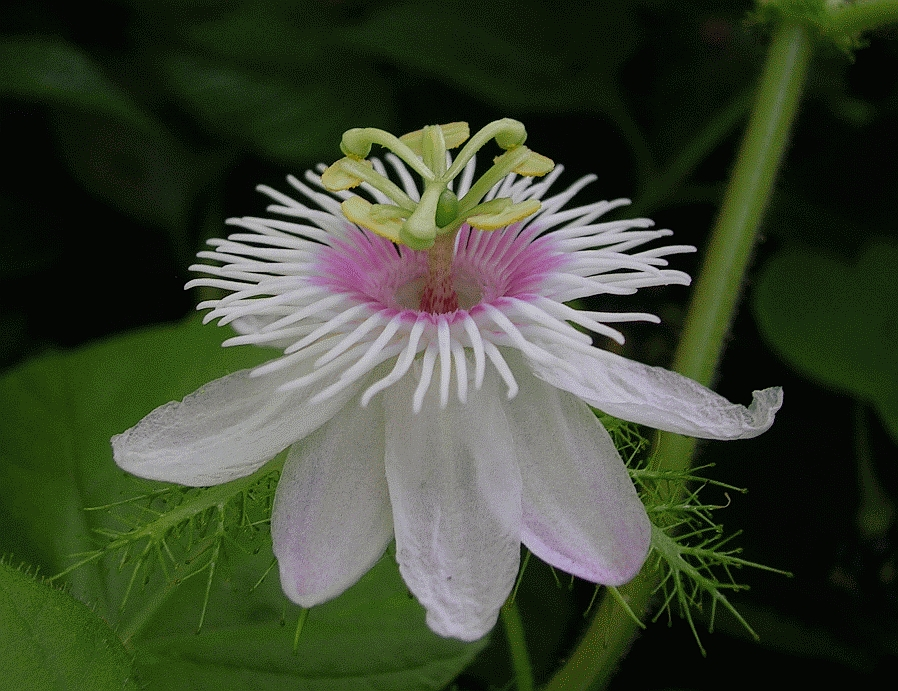
Passiflora foetida
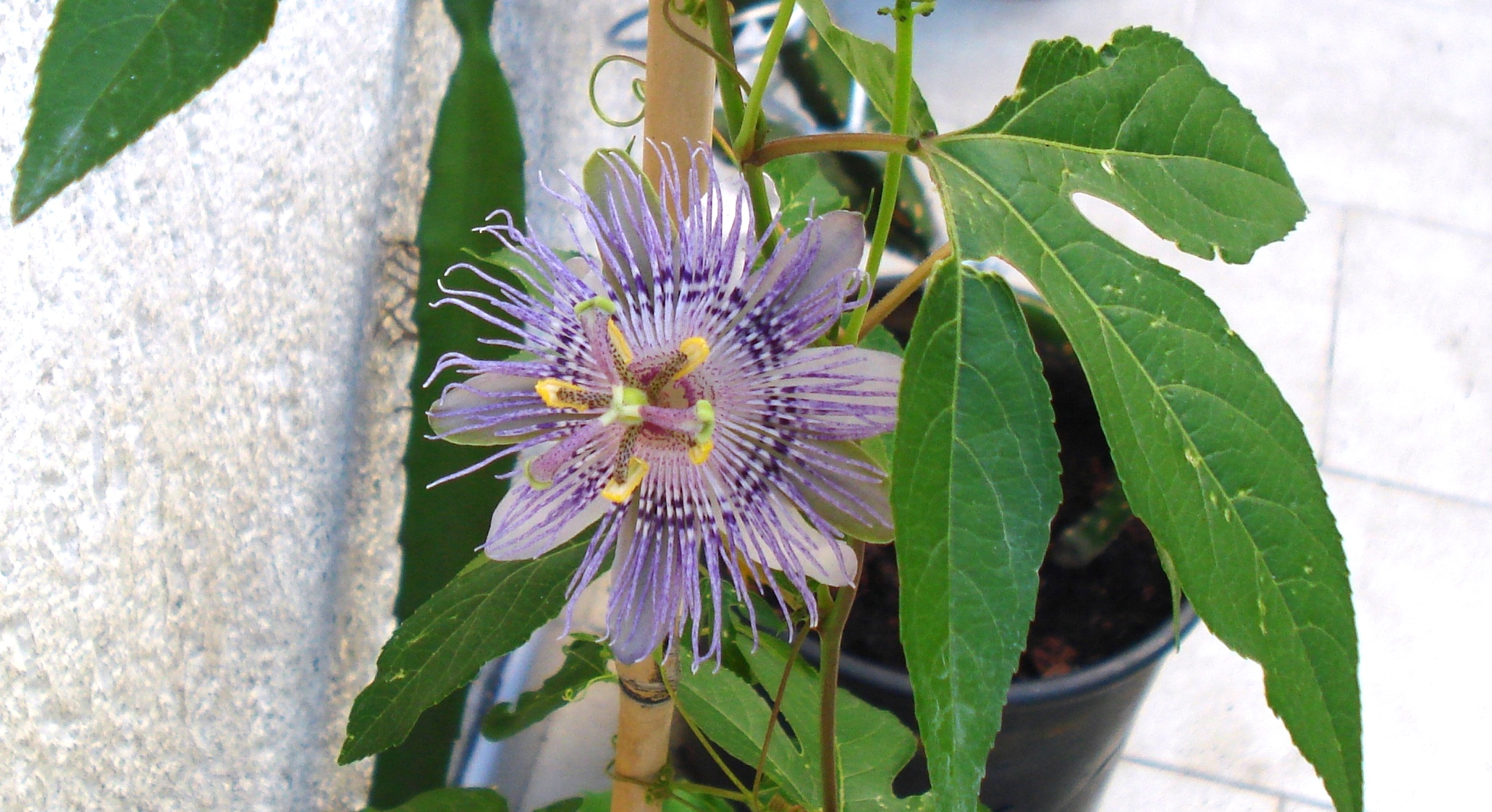
Passiflora incarnata
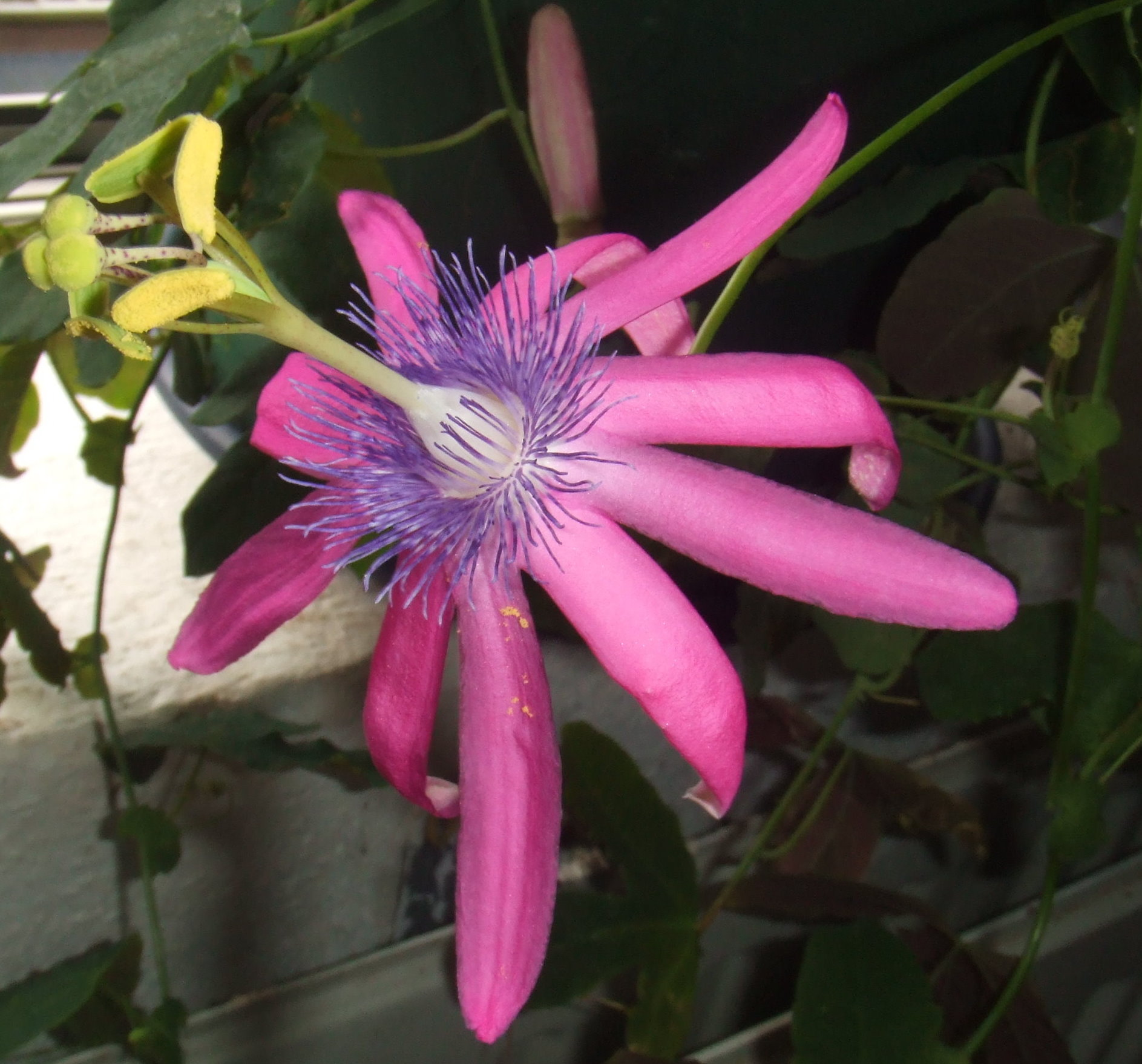
Passiflora kermesina
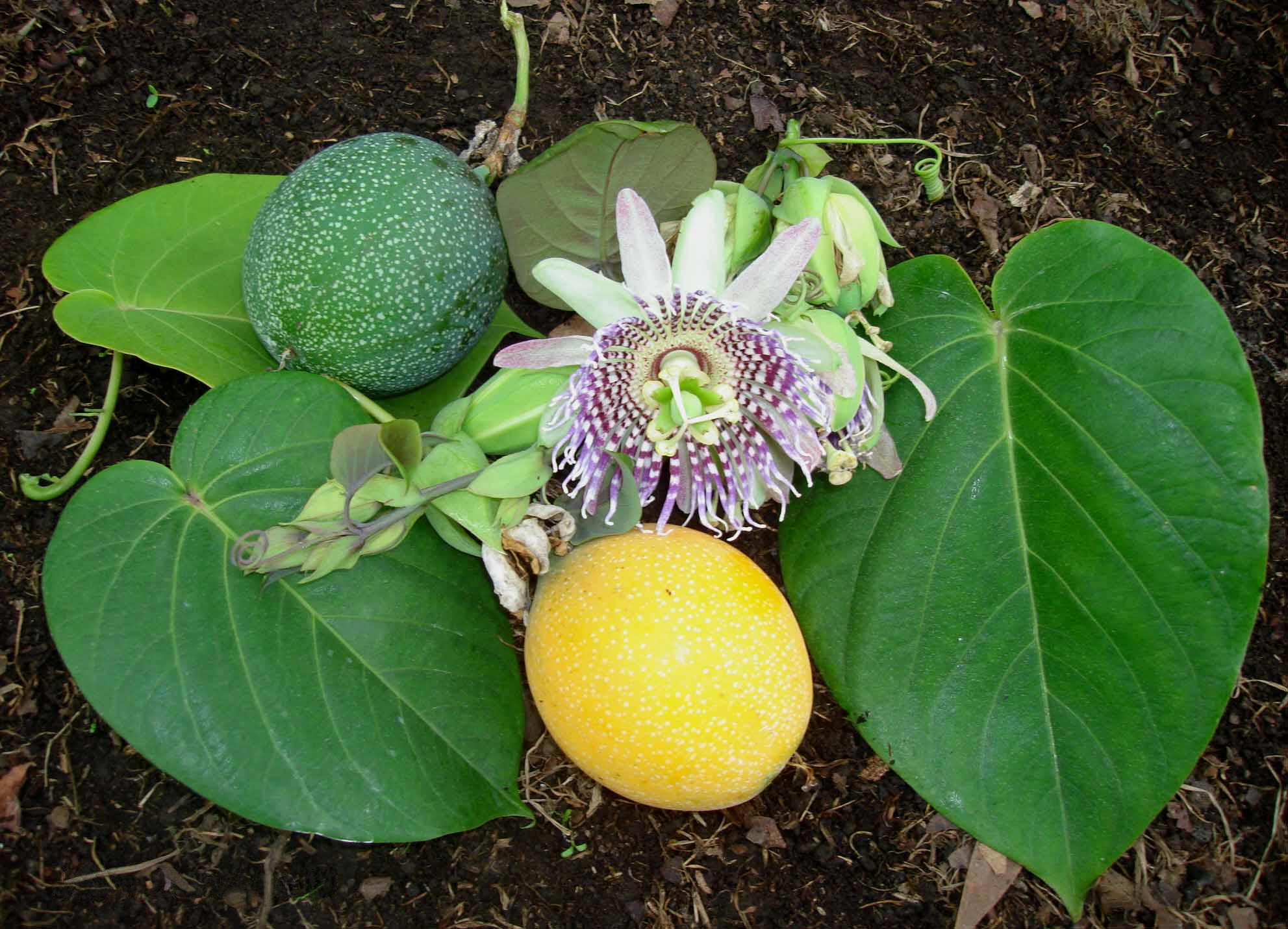
Passiflora ligularis
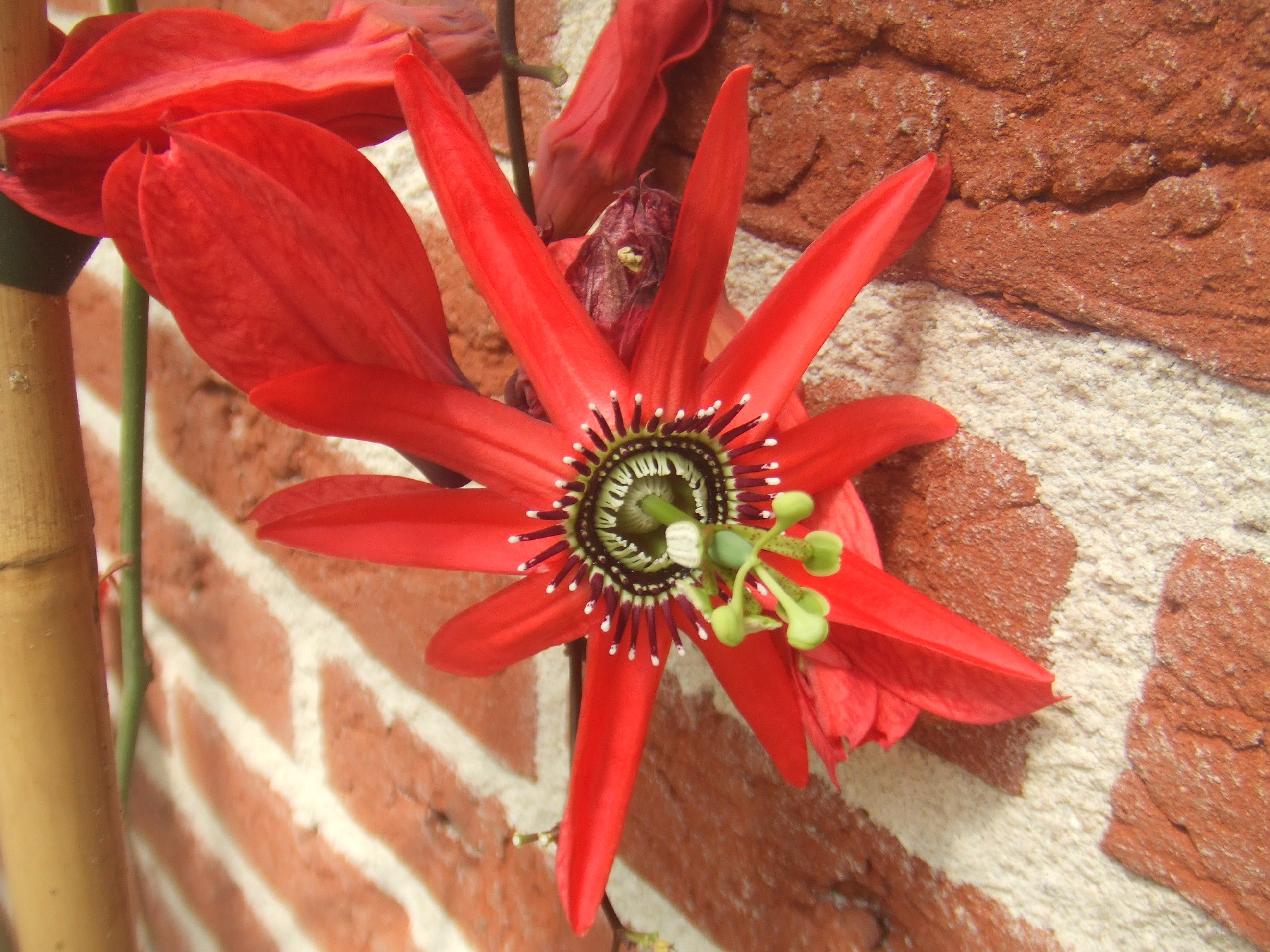
Passiflora princeps
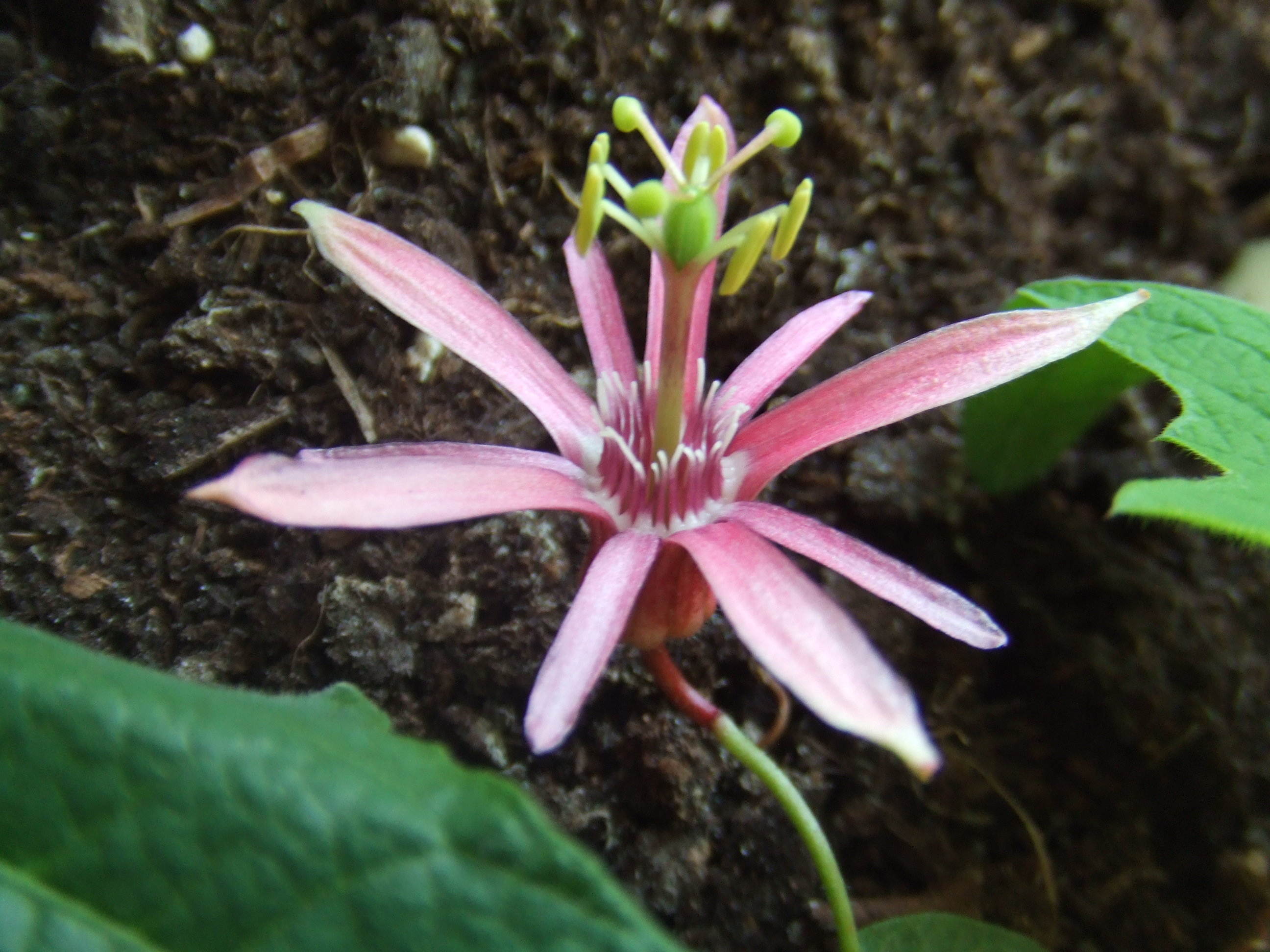
Passiflora sanguinolenta
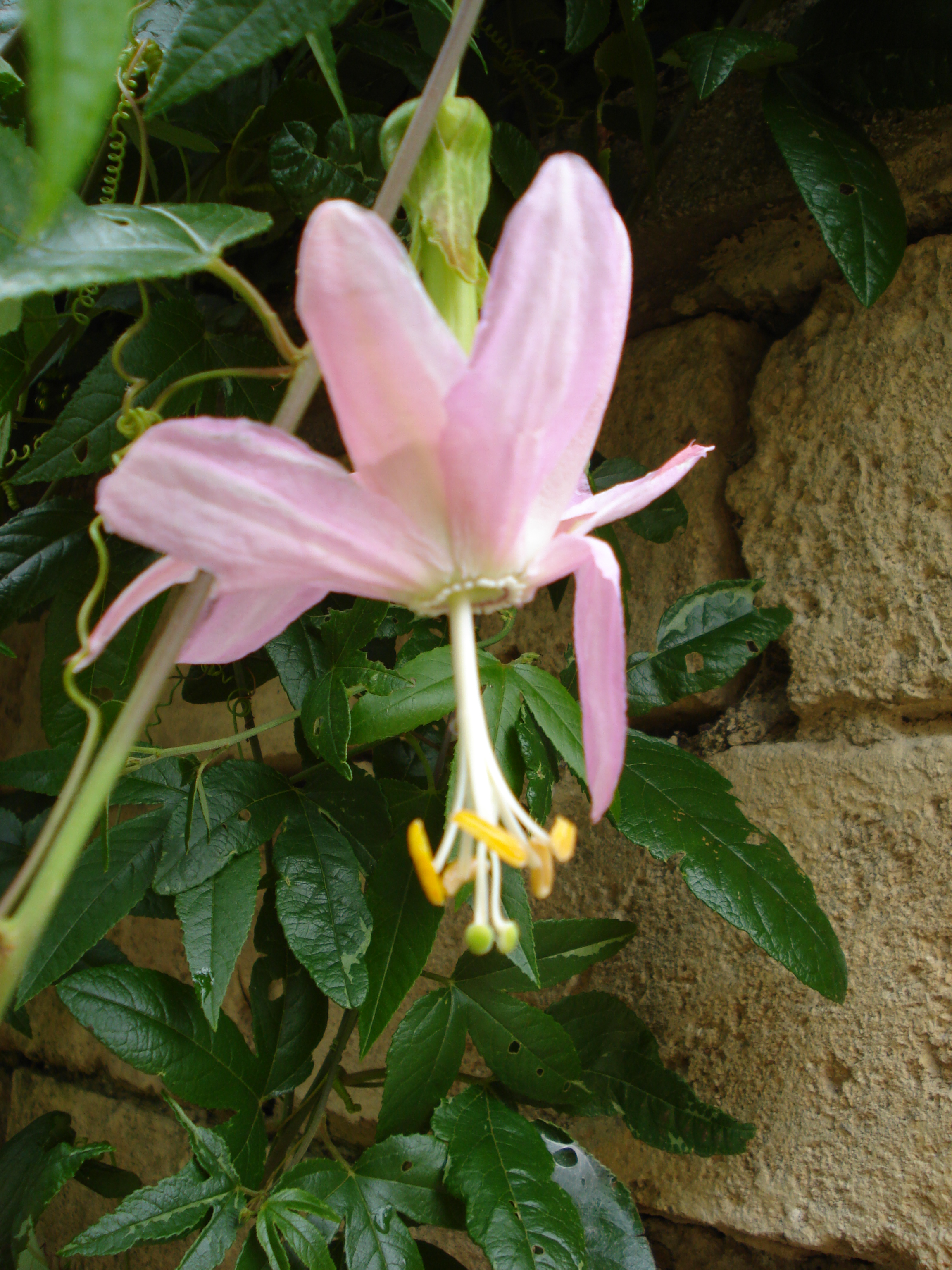
Passiflora tarminiana
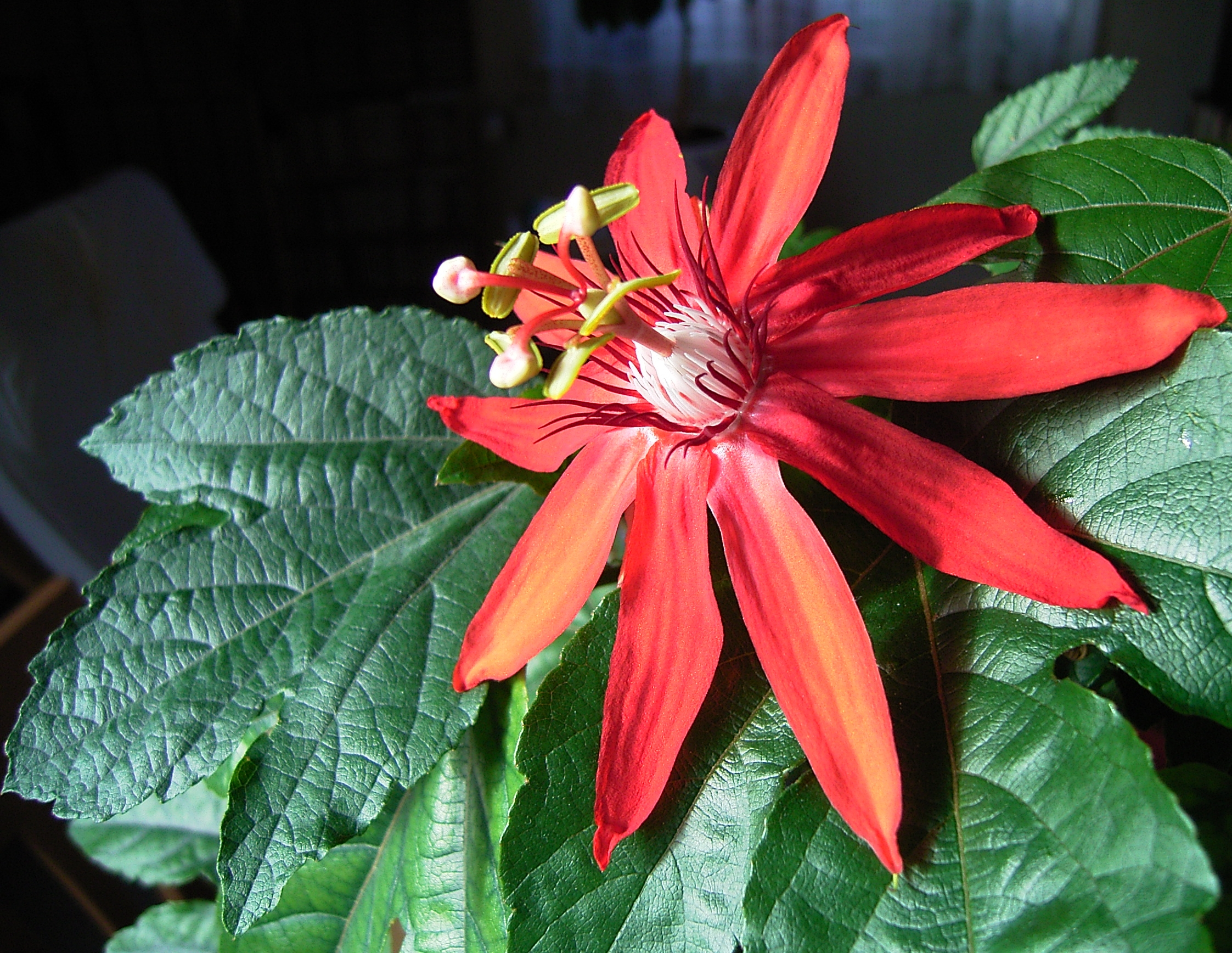
Passiflora vitifolia
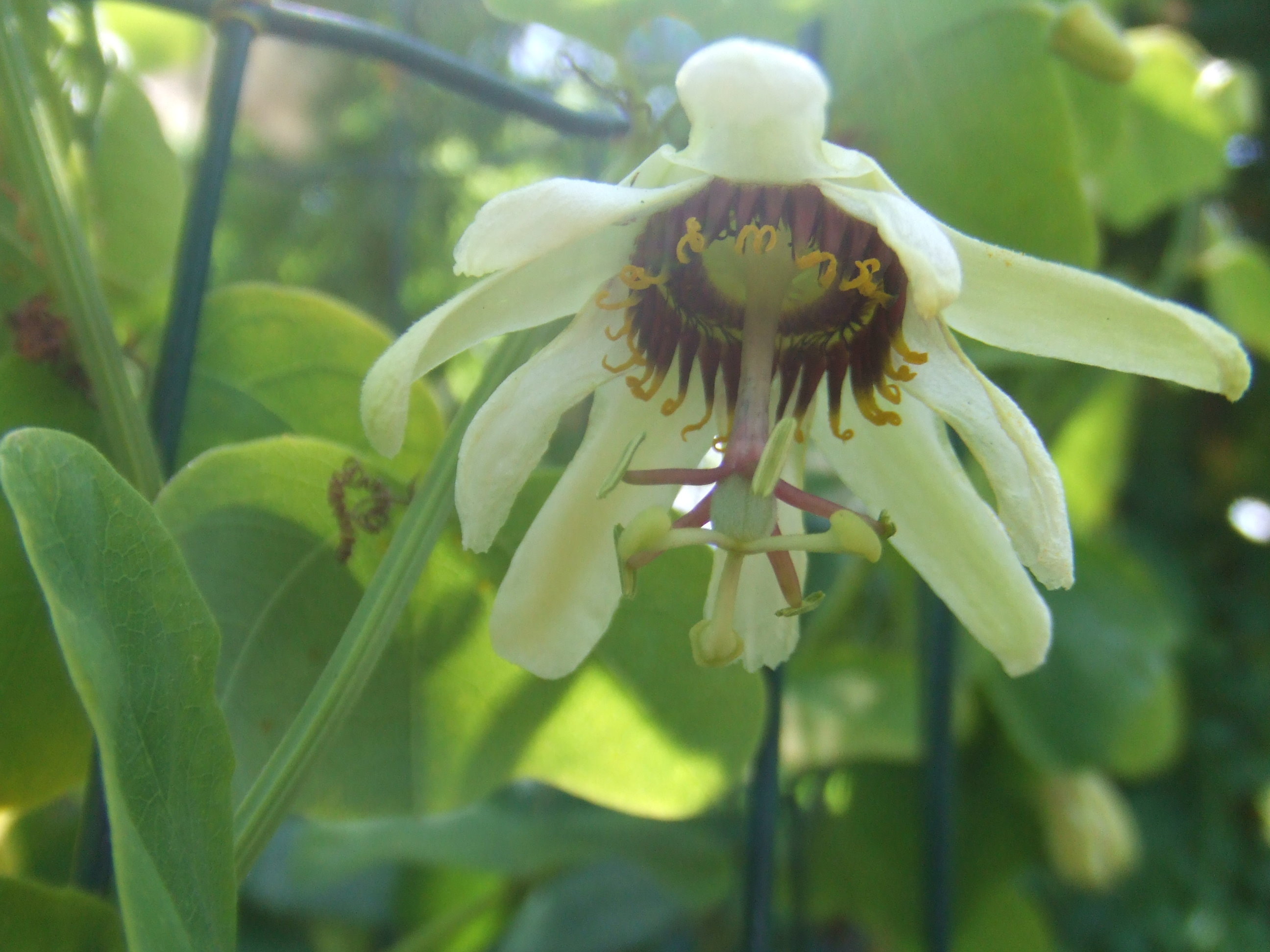
Passiflora yucatanensis

## Usi

### Ornamentale
Come pianta ornamentale viene usata nei giardini per ricoprire muri, recinzioni, pergole; in vaso negli appartamenti o in serra. Numerose specie di passiflora vengono coltivate al di fuori del loro areale naturale sia per i fiori che per i frutti. Sono stati prodotti centinaia di ibridi; l'ibridazione è attualmente effettuata ampiamente per selezionare caratteri di fiori, foglie e frutti. Durante l'epoca vittoriana il fiore (che in tutte le specie tranne poche dura solo un giorno) era molto popolare e furono creati molti ibridi utilizzando la passiflora a stelo alato (P. alata), la passiflora blu (P. caerulea) e altre specie tropicali.

### Alimentare
- Per il consumo dei profumati frutti eduli (maracuia), dal sapore delicato di alcune specie. Le specie più coltivate a questo scopo sono: P. antioquiensis, P. coccinea, P. edulis, P. laurifolia, P. ligularis, P. maliformis, P. membranacea, P. mixta, P. mollissima, P. nitida e P. vitifolia.
- Finora non sono state scoperte varietà non commestibili, tutte risultano commestibili; in Messico e Sud America si consumano diverse varietà compreso il frutto della passiflora cerulea che ha un sapore più acido e che normalmente si esporta in Europa sotto forma di succo concentrato con zucchero.[senza fonte]

### Proprietà medicinali
Le specie utilizzate a scopi medicinali sono P. caerulea, P. incarnata e P. edulis. Se ne utilizzano le parti verdi, ricche di flavonoidi e alcaloidi indolici, maltolo e acidi grassi, raccolte da giugno a settembre e fatte essiccare all'ombra in luogo arieggiato.
Nell'antichità già gli Aztechi utilizzavano la passiflora come rilassante.
L'infuso, lo sciroppo e l'estratto fluido hanno proprietà sedative del sistema nervoso, tranquillanti, ansiolitiche, antispastiche, curative dell'insonnia, della tachicardia e dell'isterismo; inducono un sonno fisiologico e un'attività diurna priva di ottundimento. Già ai tempi della prima guerra mondiale, la passiflora fu utilizzata nella cura delle "angosce di guerra". L'infuso è stato inoltre utilizzato per la psicoastenia.
Le caratteristiche farmacologiche della Passiflora incarnata la rendono utile per facilitare, con il controllo del medico, lo svezzamento dagli psicofarmaci.
Non sono disponibili sufficienti evidenze cliniche circa le proprietà medicinali della passiflora.

## Coltivazione
Le prime notizie di coltivazione in Italia della Passiflora sono riportate nel libro Erbario o Storia generale delle piante del nobile veneziano Pietro Antonio Michiel pubblicato tra il 1553 ed il 1565.

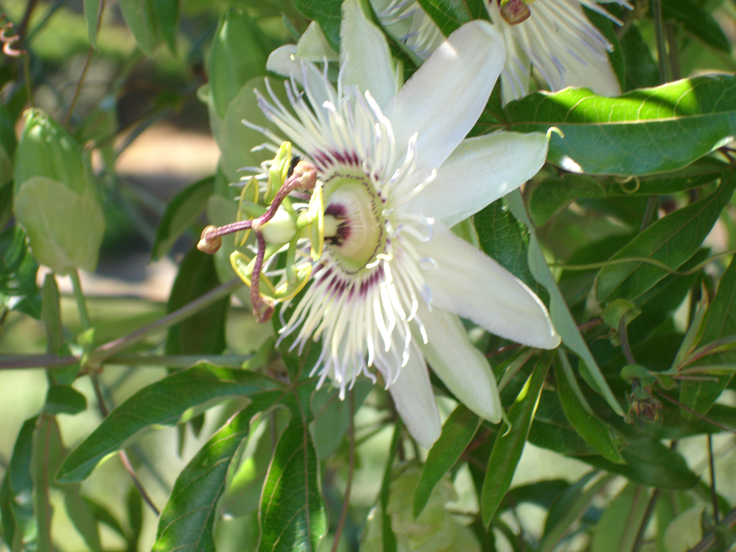
Forma chiara di Passiflora caerulea

Passiflora caerulea è l'unica specie coltivata in Italia che sopporta il gelo invernale delle regioni settentrionali, ma nelle regioni centrali e meridionali possono sopravvivere altre varietà, come la passiflora racemosa, di color rosso intenso. Originaria del Sudamerica, vigorosa pianta rampicante con lunghe ramificazioni dotate di robusti viticci che le permettono di ancorarsi facilmente a qualunque supporto, foglie persistenti o semi-persistenti, palmatofite a 5-7 segmenti, di colore verde scuro, fiori larghi anche 8–12 cm, attiniformi, ermafroditi, ascellari e solitari di circa 10 cm di diametro, di colore bianco-verdastro, con 5 petali bianco-rosati, 5 sepali che circondano una doppia corona di filamenti bianchi, blu, purpureo-scuro, lilla o violacei, che a loro volta circondano le antere dorate, 5 stami e gineceo con 3 carpelli dai grossi stimmi; fioriscono nei mesi estivi da giugno a settembre. I frutti sono bacche oblunghe globose eduli, con arillo carnoso contenenti numerosi semi.
Altre specie ornamentali originarie delle zone tropicali del Sudamerica, poco rustiche e coltivate in serra o negli appartamenti sono P. racemosa, dai fiori rossastri o biancastri riuniti in infiorescenze pendule, che fiorisce da maggio a settembre, P. edùlis che fiorisce da giugno ad agosto-settembre, P. trifasciata, P. quadrangularis che fiorisce da maggio a luglio dai fiori bianco-rosati, P. violacea che fiorisce in agosto e settembre, e P. umbilicata con fiori rosso-brunastri.
Le specie rustiche come P. caerulea possono essere coltivate in piena terra o in vaso sui terrazzi, in posizione soleggiata e calda, con terreno fertile e sufficientemente fresco, avendo l'accortezza nelle regioni settentrionali di scegliere zone riparate dai venti freddi e prevedendo nei primi anni di vita una protezione dai geli invernali.
Tutte le specie ornamentali si prestano alla coltivazione in serra o negli appartamenti, richiedono ambienti caldi, luminosi, con una buona umidità nell'aria, concimazioni ogni 15 giorni nella bella stagione, con fertilizzanti liquidi, annaffiature abbondanti; in primavera rinvasare o rinterrare usando terriccio universale; si deve praticare una drastica potatura alla ripresa vegetativa, per mantenere un aspetto compatto alla pianta ed avere robusti getti fioriferi.
La Passiflora non sopporta in alcun modo i ristagni idrici nel terreno, pertanto sia in vaso che in piena terra è necessario aggiungere un po' di sabbia per migliorare la struttura del terreno al fine di garantire un rapido drenaggio delle acque in eccesso.
La moltiplicazione avviene per talea, propaggine o con la semina.

## Avversità
- Soffre i geli invernali.
- Marciume floreale favorito da esposizione al freddo e da carenze nutritive.
- Condizioni ambientali sfavorevoli, come eccessi di umidità o temperatura eccessiva dei locali nella stagione invernale, nelle specie coltivate in appartamento o in serra favoriscono gli attacchi di Cocciniglia oleosa, di Acari, nonché Tripidi e la Mosca bianca.